# Anisacanthus nicaraguensis
Anisacanthus nicaraguensis är en akantusväxtart som beskrevs av L. H. Durkee. Anisacanthus nicaraguensis ingår i släktet Anisacanthus och familjen akantusväxter. Inga underarter finns listade i Catalogue of Life.